# Grande Bazar d'Istanbul
Il Grande Bazar (in turco: Kapalıçarşı, che significa "mercato coperto"; anche Büyük Çarşı, che significa "mercato grande") a Istanbul è uno dei mercati coperti più grandi e antichi del mondo, con 61 strade coperte e oltre 4 000 negozi che attirano ogni giorno tra 250 000 e 400 000 visitatori. Nel 2014 è stato classificato al primo posto tra le attrazioni turistiche più visitate al mondo con 91 250 000 visitatori annuali. Il Grande Bazar d'Istanbul è spesso considerato uno dei primi centri commerciali del mondo.

## Ubicazione
Il Grande Bazar si trova all'interno della città murata d'Istanbul, nel distretto di Fatih e nella mahalle che porta lo stesso nome (Kapalıçarşı). Esso si estende approssimativamente da ovest a est tra le moschee di Beyazit e Nuruosmaniye. Il Bazar è facilmente raggiungibile da Sultanahmet e Sirkeci con il tram T1 (fermata Beyazıt-Kapalıçarşı).

## Storia

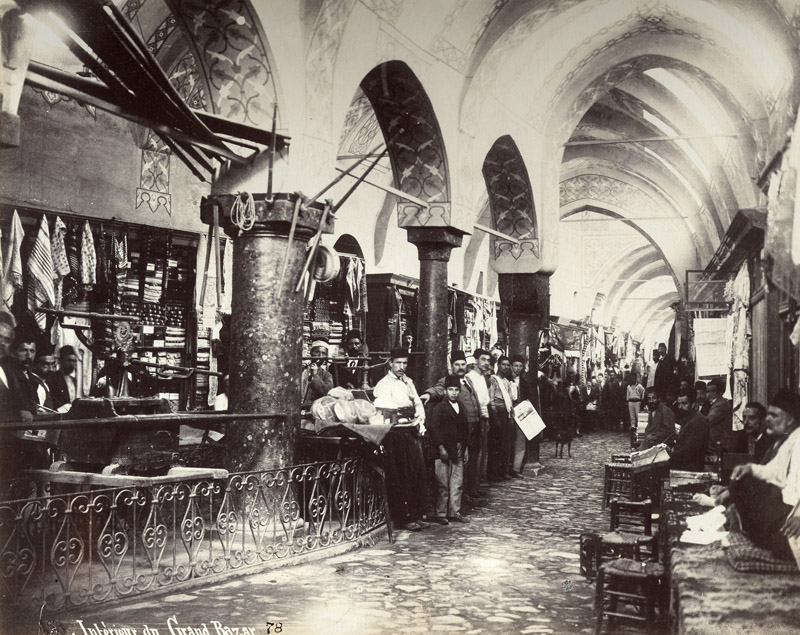
L'interno del Grande Bazar nel 1890, opera del fotografo armeno Jean Pascal Sébah

La costruzione del futuro nucleo del Grande Bazar iniziò durante l'inverno del 1455-56, poco dopo la conquista ottomana di Costantinopoli: essa faceva parte di un'iniziativa più ampia per stimolare la prosperità economica di Istanbul. Il sultano Maometto II fece erigere un edificio dedicato al commercio di tessuti e gioielli vicino al suo palazzo a Costantinopoli. Esso si chiamava Cevâhir Bedestan ("Bedesten delle Gemme") ed era anche conosciuto come Bezzâzistan-ı Cedîd ("Nuovo Bedesten") in turco ottomano. La parola bedesten è adattata dalla parola persiana bezestan, derivata da bez ("panno"), e significa "bazar dei venditori di tessuti". L'edificio - chiamato alternativamente in turco İç ("Interno"), Atik ("Antico"), o Eski ("Vecchio") Bedesten - si trova sul pendio della terza collina di Istanbul, tra gli antichi Fori di Costantino e di Teodosio. Esso era anche vicino al primo palazzo del sultano, il Palazzo Vecchio (Eski Saray), anch'esso in costruzione in quegli stessi anni, e non lontano dall'Artopoleia (in greco Άρτοπωλεία?), il quartiere dei panettieri della città in epoca bizantina.
La costruzione del Bedesten terminò nell'inverno del 1460-61, e l'edificio fu assegnato alla fondazione della moschea di Aya Sofya. L'analisi della muratura mostra che la maggior parte della struttura proviene dalla seconda metà del XV secolo, anche se un rilievo bizantino raffigurante l'aquila comnena, ancora racchiuso nella parte superiore della Porta Est (Kuyumcular Kapisi) del Bedesten è stato utilizzato da diversi studiosi come prova che l'edificio era una struttura bizantina. In un mercato vicino al Bedesten, chiamato in turco Esir Pazarı, era attivo il commercio degli schiavi, un uso attestato anche nell'epoca bizantina.  Altri mercati importanti nelle vicinanze erano il mercato dell'usato (turco: Bit Pazarı, lett. "mercato dei pidocchi"), il "Mercato lungo" (Uzun Carsi), corrispondente al greco Makros Embolos (in greco Μακρός Ὲμβολος?, "Portico lungo"), un lungo centro commerciale porticato che si estendeva in discesa dal Foro di Costantino sino al Corno d'Oro, e che era una delle principali aree di commercio della città, mentre il vecchio mercato dei libri (Sahaflar Carsisi) venne spostato dal Bazar all'attuale posizione pittoresca vicino alla moschea di Beyazid solo dopo il terremoto di Istanbul del 1894. Alcuni anni dopo Maometto II (secondo altre fonti, ciò avvenne nel 1545 sotto il sultano Solimano I) fece costruire un altro mercato coperto, il "Sandal Bedesten" (il nome deriva da una sorta di filo intessuto a Bursa, che aveva il colore del sandalo): esso era chiamato anche Küçük ("Piccolo"), Cedit o Yeni (entrambe le parole significano "Nuovo") Bedesten, e si trovava a nord del primo.

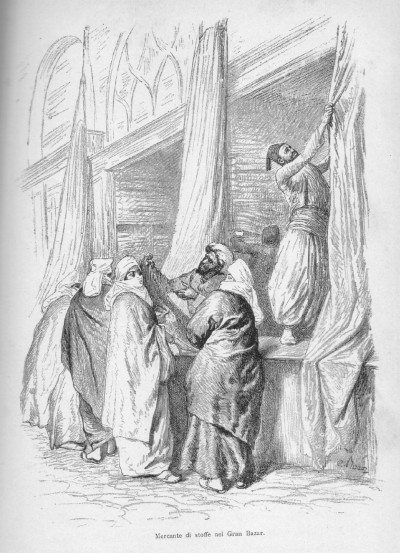
Un dolap in un disegno di Cesare Biseo, da Costantinopoli di Edmondo De Amicis (edizione del 1882)

Dopo la costruzione del Sandal Bedesten il commercio dei tessuti si trasferì lì, mentre il Cevahir Bedesten rimase riservato al commercio di beni di lusso. All'inizio i due edifici erano isolati. Secondo il viaggiatore francese del XVI secolo Pierre Gilles, tra loro e la Moschea di Beyazid sorgevano le rovine di chiese e una grande cisterna; Tuttavia, presto molti venditori aprirono i loro negozi tra i due bazar e intorno a essi, così che nacque un intero quartiere dedicato esclusivamente al commercio. All'inizio del XVII secolo il Grande Bazar aveva già raggiunto la sua forma definitiva. L'enorme estensione dell'impero ottomano su tre continenti e il controllo totale delle comunicazioni stradali tra l'Asia e l'Europa resero il bazar e gli han o caravanserragli circostanti il fulcro del commercio mediterraneo. Secondo diversi viaggiatori europei, a quel tempo, e fino alla prima metà del XIX secolo, il mercato non aveva rivali in Europa per quanto riguarda l'abbondanza, la varietà e la qualità dei prodotti in vendita. A quel tempo, sappiamo dai viaggiatori europei che il Grande Bazar aveva una pianta quadrata, con due strade principali perpendicolari che attraversavano il suo centro e una terza strada che correva lungo il perimetro esterno. Nel Bazar c'erano 67 strade (ognuna recante il nome dei venditori di un bene particolare), diverse piazze usate per le preghiere quotidiane, 5 moschee, 7 fontane, 18 porte che venivano aperte ogni giorno al mattino e chiuse la sera (da qui il nome moderno del mercato, "Mercato chiuso" (Kapalıçarşı). Intorno al 1638 il viaggiatore turco Evliya Çelebi ci ha dato la descrizione storica più importante del Bazar e delle sue usanze. Il numero di negozi ammontava a 3 000, più 300 situati negli han circostanti, grandi caravanserragli con due o tre piani attorno a un cortile interno porticato, dove potevano essere immagazzinate le merci e potevano essere alloggiati mercanti. In quel periodo un decimo dei negozi della città erano concentrati nel mercato e attorno ad esso Con tutto ciò, a quel tempo il mercato non era ancora coperto.
Calamità ricorrenti, incendi e terremoti colpirono il Grande Bazar. Il primo incendio avvenne nel 1515; un altro nel 1548. Altri incendi devastarono il complesso nel 1588, 1618 (quando il Bit Pazari fu distrutto), 1645, 1652, 1658, 1660 (in quell'occasione l'intera città fu devastata), 1687, 1688 (grandi danni occorsero all'Uzi Carsi) nel 1695 e nel 1701. L'incendio del 1701 fu particolarmente feroce, costringendo il Gran Visir Nevşehirli Damat İbrahim Pascià a ricostruire diverse parti del complesso nel 1730-1731. Nel 1738 il Kizlar Aĝasi Beşir Ağa fece costruire la fontana (ancora esistente) nei pressi di Mercan Kapi. In questo periodo, a causa della nuova legge contro gli incendi emessa nel 1696, diverse parti del mercato che si trovavano tra i due Bedesten vennero coperte da volte. Nonostante ciò, altri incendi devastarono il complesso nel 1750 e nel 1791. Il sisma del 1766 causò più danni, che furono riparati dal capo architetto di corte (Hassa baş Mimari) Ahmet un anno dopo. Nel XIX secolo , la crescita dell'industria tessile nell'Europa occidentale, l'introduzione dei metodi di produzione di massa, le capitolazioni firmate tra l'Impero e molti paesi europei e l'anticipazione - sempre da parte dei commercianti europei - delle materie prime necessarie per produrre beni nell'economia chiusa dell'Impero, furono i fattori che causarono il declino del mercato. Nel 1850, gli affitti al Bedesten erano dieci volte più bassi di due o tre decenni prima. Inoltre, la nascita di una borghesia orientata verso l'Occidente e il successo commerciale dei prodotti occidentali spinsero i mercanti appartenenti alle minoranze (greche, armene, ebraiche) a trasferirsi fuori dal Bazar, percepito come antiquato, e ad aprire nuovi negozi nei quartieri frequentati da europei, come Pera e Galata.
Secondo un'indagine del 1890, nel Bazar c'erano 4.399 negozi attivi, 2 bedesten, 2195 stanze, un hamam, una moschea, 10 medrese, 19 fontane (tra cui due şadırvan e un sebil), un mausoleo e 24 han. Nei 30,7 ettari del complesso, protetti da 18 porte, ci sono oggi Template:Formatnm:3000 negozi lungo 61 strade, i 2 bedesten, 13 han (più alcuni altri all'esterno). L'ultima grande catastrofe per il bazar avvenne nel 1894 quando un forte terremoto colpì Istanbul. Il ministro dei lavori pubblici, Mahmud Celaleddin Pascià, supervisionò fino al 1898 la riparazione del Bazar danneggiato, e in questa occasione l'area del complesso venne ridotta. A ovest, il Bit Pazarı venne lasciato fuori dal nuovo perimetro e divenne una strada a cielo aperto, chiamata Çadircilar Caddesi ("Strada dei fabbricanti di tende"), mentre il vecchio cancello e la Kütkculer Kapi furono demoliti. Di tutti gli han che appartenevano al Mercato, molti furono lasciati fuori, e solo nove rimasero inglobati nella struttura. Nel 1914 il Sandal Bedesten, i cui gestori di beni tessili erano stati rovinati dalla concorrenza europea, fu acquistato dalla città di Istanbul e, a partire dall'anno seguente fu utilizzato come casa d'aste, principalmente per i tappeti. Nel 1927 le singole parti del bazar e le strade ottennero nomi ufficiali. Gli ultimi incendi nel bazar accaddero nel 1943 e nel 1954, e i relativi restauri furono terminati il 28 luglio 1959. L'ultimo restauro del complesso è avvenuto nel 1980. In quell'occasione sono stati rimossi anche i manifesti pubblicitari intorno al mercato.

## Architettura

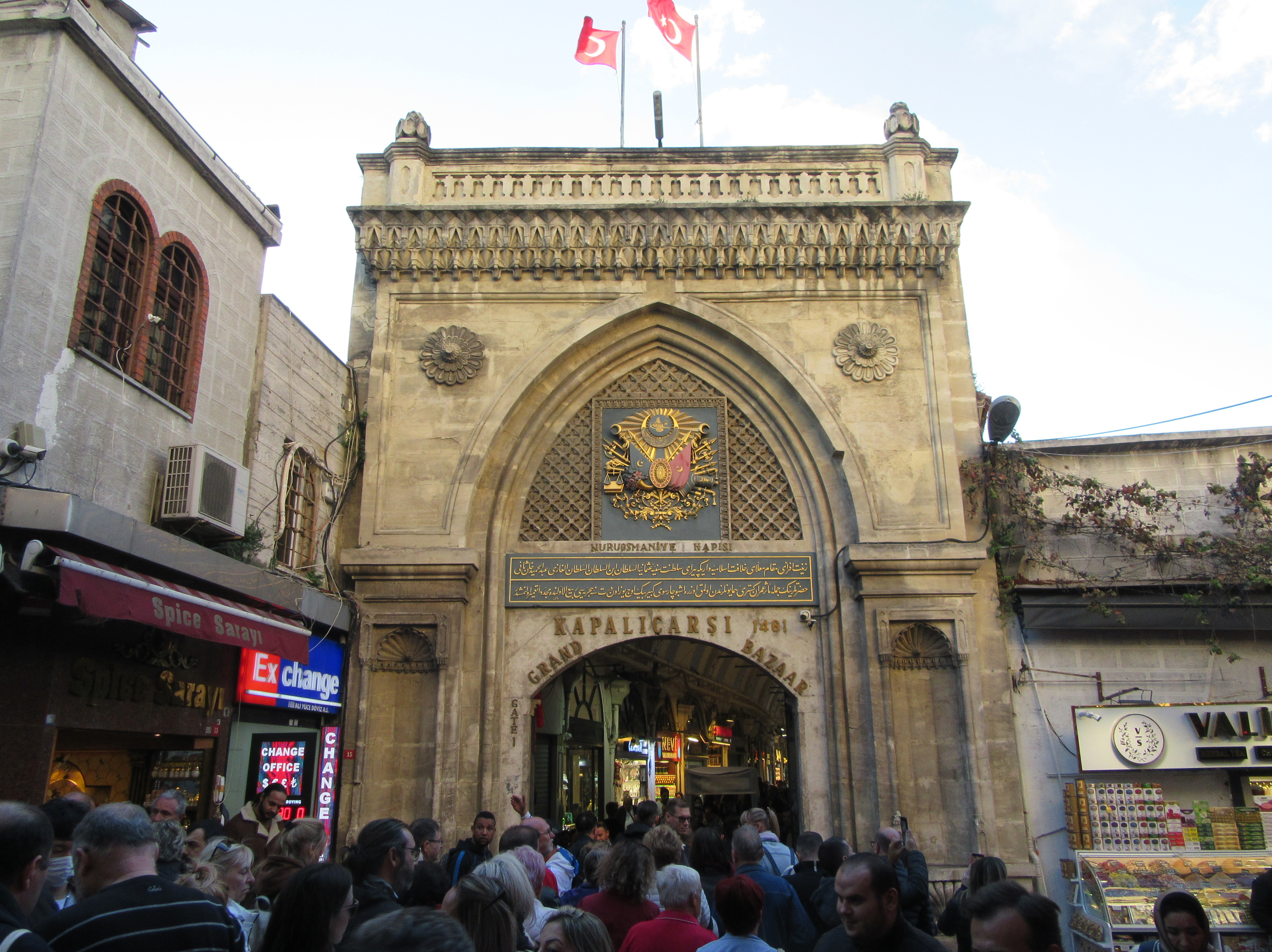
La porta di Nuruosmaniye del Gran Bazar

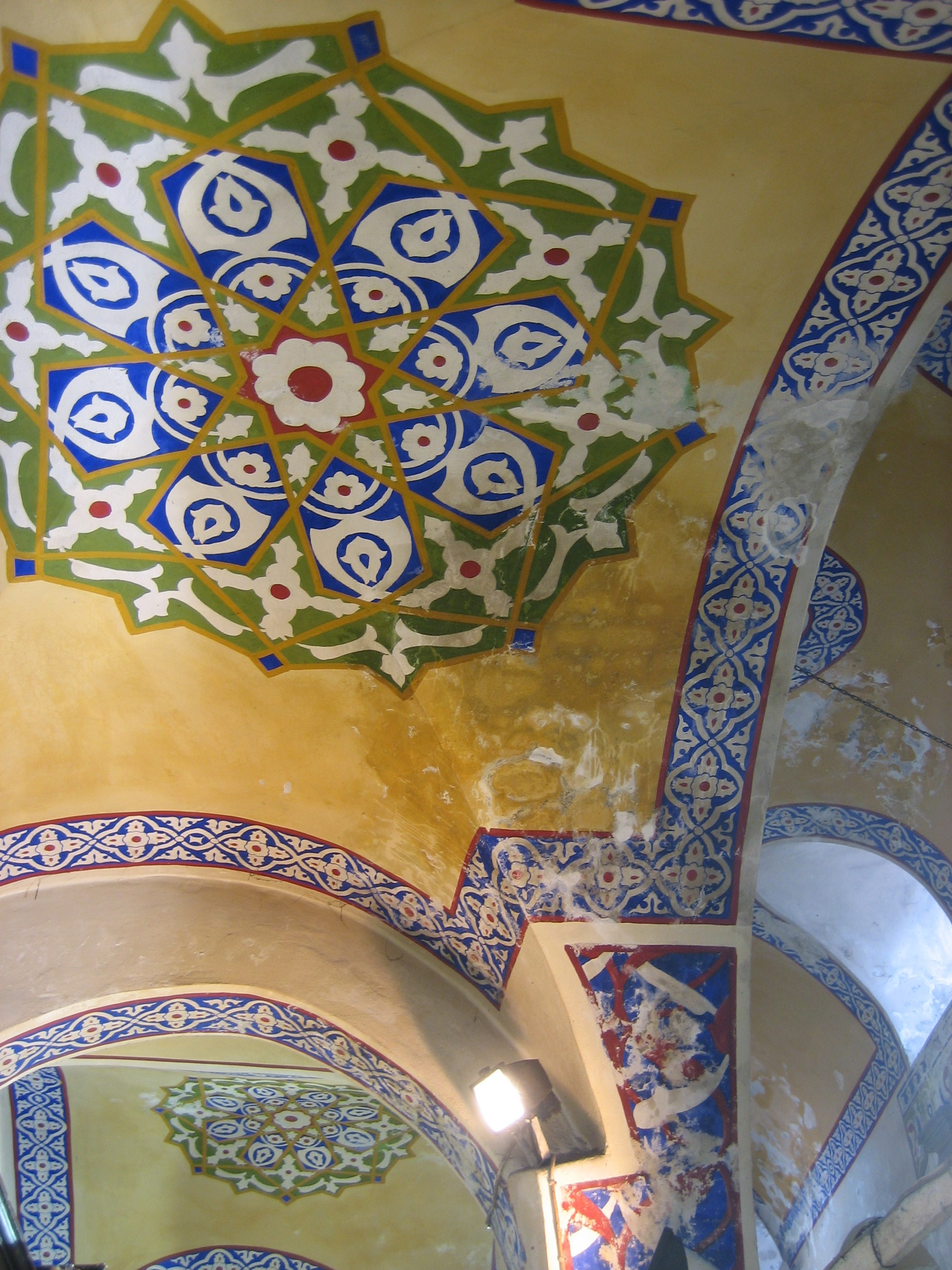
Interno del Grande Bazar di Istanbul

L'Iç Bedesten ha una pianta rettangolare (43,30 m x 29,50 m). Due file di pilastri di pietra, quattro in ogni fila, sostengono tre file di campate, cinque per fila. Ogni campata è sormontata da una cupola in mattoni con tamburo cieco. Nell'interno e nelle pareti esterne sono state costruite 44 depositi (in turco: mahzen), stanze a volta senza aperture esterne. La luce solare entra nel bedesten da finestre rettangolari poste proprio sotto il tetto: esse sono accessibili attraverso un deambulatorio in legno. A causa della scarsa illuminazione, l'edificio era tenuto aperto solo alcune ore ogni giorno ed era dedicato al commercio di beni di lusso, soprattutto tessili. Inoltre, i Mahzen del Bedesten erano usati anche come casseforti.
L'edificio è oggi accessibile attraverso quattro porte:
- "Porta dei venditori di libri usati" (Sahaflar Kapısı) a nord;
- "Porta dei venditori di berretti" (Takkeciler Kapısı) a sud;
- "Porta dei gioiellieri" (Kuyumcular Kapısı) a est;
- "Porta dei commercianti di tessuti per donne" (Zenneciler Kapısı) a ovest.[22]

Il Sandal Bedesten ha anche una pianta rettangolare (40,20 m × 42,20 m), con 12 pilastri di pietra recanti 20 campate sormontate da cupole di mattoni con tamburo cieco. In questo caso i negozi sono ricavati solo nelle pareti esterne. In entrambi gli edifici, ogni campata è collegata alle altre attraverso archi in mattoni legati da travi in legno di ginepro, mentre la muratura è fatta di pietrisco. Entrambi gli edifici erano chiusi da porte di ferro. A parte i Bedesten, in origine le strutture del Grande Bazar erano costruite in legno e solo dopo l'incendio del 1700 furono ricostruite in pietra e mattoni e coperte. Tutti gli edifici del bazar, ad eccezione del mercato dei mercanti di pellicce (turco: Kürkçüler Çarsısı), un'aggiunta successiva a due piani, sono a un piano. I tetti hanno prevalentemente una copertura a tegole, mentre la parte bruciata nel 1954 utilizza ora bitume. Nel bazar non era prevista alcuna luce artificiale, anche per prevenire gli incendi, e il fumo era severamente vietato. Le strade al di fuori del Bedesten interno sono approssimativamente parallele ad esso. In ogni caso, i danni causati dai numerosi incendi e terremoti accaduti lungo i secoli, insieme alle riparazioni fatte senza un piano generale, hanno dato al mercato - soprattutto nella sua parte occidentale - un aspetto pittoresco, con il suo labirinto di strade e vicoli che si intersecano a vari angoli.

## Storia sociale del Grande Bazar

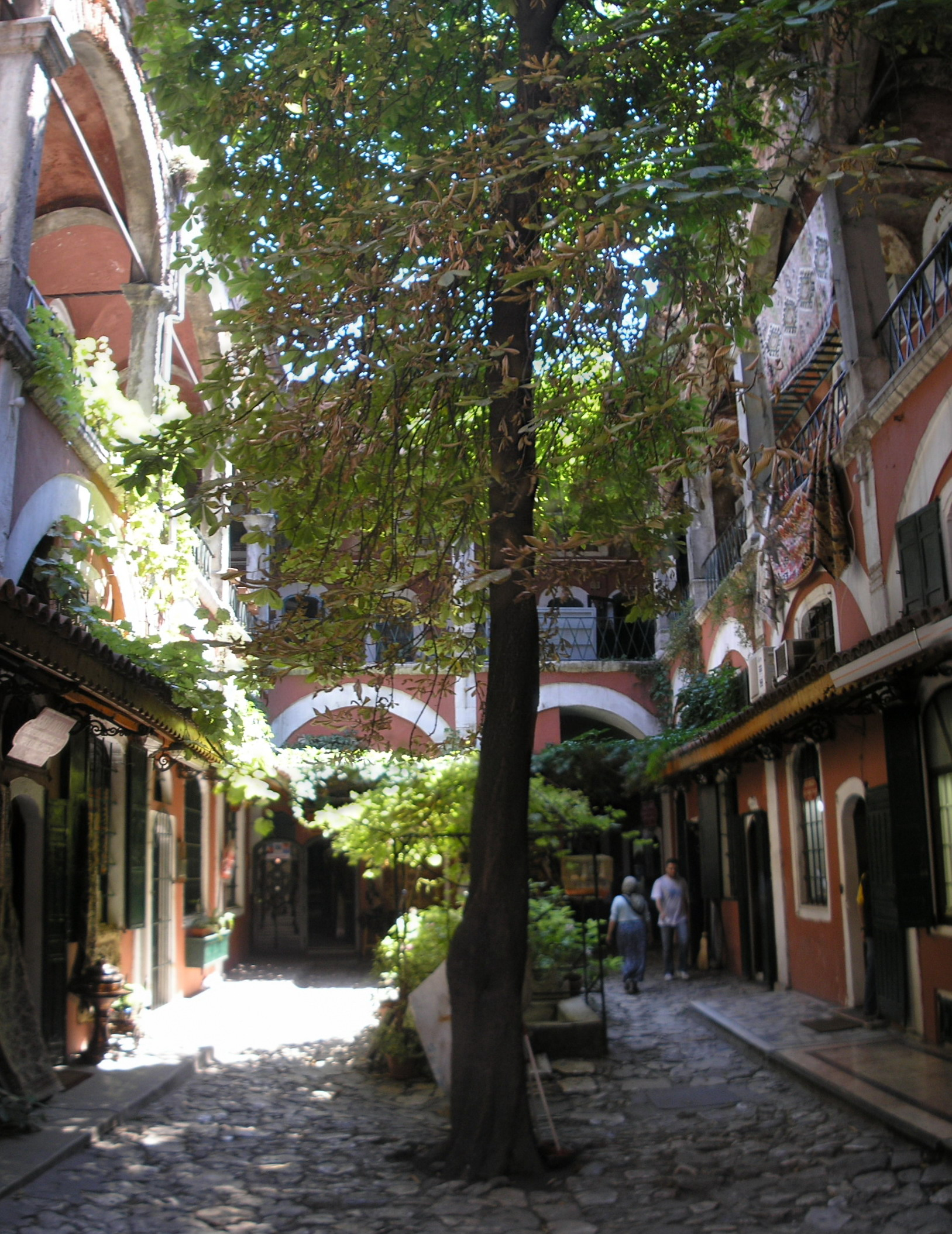
Lo Zincirli Hanı, un caravanserraglio dismesso, dove oggi si producono gioielli.

Fino al restauro successivo al sisma del 1894, il Grande Bazar non aveva negozi come quelli che esistevano in occidente: lungo entrambi i lati delle strade i mercanti sedevano su divani di legno davanti ai loro scaffali. Ognuno di essi occupava uno spazio da 1,8 a 2,4 m di larghezza e da 3 a 4 piedi (da 0,91 a 1,22 m) di profondità. Questo spazio si chiamava in turco dolap, che significa "stallo". La merce più preziosa non era esposta, ma custodita in armadietti. Solo i vestiti erano appesi in lunghe file, con un effetto pittoresco. Un potenziale cliente poteva sedersi di fronte al rivenditore, parlare con lui e bere un tè o un caffè turco, in modo rilassato. Alla fine della giornata, ogni stallo veniva chiuso da tende. Un'altra peculiarità era la completa mancanza di pubblicità. Inoltre, come ovunque in Oriente, i commercianti dello stesso tipo di merci venivano concentrati per legge lungo una strada, che prendeva il nome dalla loro professione. Il Bedesten interno ospitava i beni più preziosi: gioiellieri, armaioli, commercianti di cristallo avevano lì i loro negozi. Il Bedesten del Sandalo era principalmente il centro del commercio della seta, ma anche lì erano in vendita altri beni. Le parti più pittoresche del mercato erano - a parte i due Bedesten - il mercato delle scarpe (turco: Pabuççular Pazarı), dove migliaia di scarpe di diversi colori (le leggi suntuarie ottomane prescrivevano scarpe gialle per i musulmani, blu per i greco ortodossi, nere per gli ebrei e rosse per gli armeni) erano esposte sugli scaffali più alti; il mercato delle spezie e delle erbe (successivamente concentrato nel bazar egiziano; in turco Mısır Çarşısı), che si trovava vicino ai gioiellieri; il mercato delle armature e delle armi; il vecchio mercato dei libri; e il mercato delle pulci. Questo tipo di organizzazione scomparve gradualmente, sebbene oggigiorno si possa osservare di nuovo una concentrazione della stessa attività lungo determinate strade:
- Gioiellieri e braccialetti d'oro lungo Kalpakcılar Caddesi;
- Braccialetti d'oro lungo Kuyumcular Carsısı;
- Mobili lungo Divrikli Caddesi;
- Tappeti lungo Sahaflar Caddesi;
- Pelletteria lungo Perdahçılar Caddesi;
- Vestiti in pelle e casual al Bit Pazarı.

In realtà, la ragione principale per concentrare gli scambi in un solo posto era fornire la massima sicurezza contro il furto, l'incendio e le rivolte. I beni nel Bedesten erano garantiti contro tutto tranne le sommosse. Le porte erano sempre chiuse di notte, e il bazar era sorvegliato da guardie pagate dalle corporazioni dei mercanti.  Per accedere al complesso durante le ore notturne, era necessario un editto imperiale. L'unica apertura ufficiale della notte nella storia del Bazar avvenne nel 1867 durante la festa organizzata per il ritorno del Sultano Abdülaziz dall'Egitto, quando il sovrano attraversò il mercato illuminato a cavallo tra la popolazione festante. Nonostante l'immensa ricchezza presente nel Bazar nel corso dei secoli - come scrive un viaggiatore inglese circa nel 1870, un giro dei Bedesten interni poteva facilmente rovinare diverse famiglie della dinastia dei Rothschild - furti avvenivano molto raramente. L'incidente più importante si verificò nel 1591, quando 30.000 monete d'oro (turco: Altın) furono rubate nel vecchio Bedesten. Il furto scioccò l'intera Istanbul, il Bazar rimase chiuso per due settimane e molti furono torturati, fino a quando il denaro venne trovato nascosto sotto una stuoia del pavimento. Il colpevole era un giovane venditore persiano di muschio. Per intercessione del sultano Murad III esso fu giustiziato tramite impiccagione e non con la tortura.
L'etica del commercio nel mercato fino all'era del Tanzimat (cioè fino alla metà del XIX secolo) era molto diversa da quella moderna: l'indifferenza al profitto, l'assenza di invidia per il successo degli altri commercianti e un prezzo unico e corretto erano tratti peculiari del bazar ottomano durante la sua età d'oro. La ragione di questo comportamento risiede in parte nell'etica dell'Islam, e in parte nel sistema delle corporazioni che forniva una solida rete di sicurezza sociale ai mercanti.
In seguito, l'occidentalizzazione della società ottomana e l'influenza delle minoranze nazionali causarono l'introduzione dell'etica mercantile nella società ottomana. Lo Zincirli Hanı, un ex caravanserraglio dove ora vengono prodotti gioielli. Proprio durante l'occidentalizzazione della società ottomana, il Gran Bazar divenne un topos obbligatorio della letteratura romantica. A scrittori come Edmondo De Amicis e Théophile Gautier dobbiamo le descrizioni del Bazar a metà del XIX secolo.

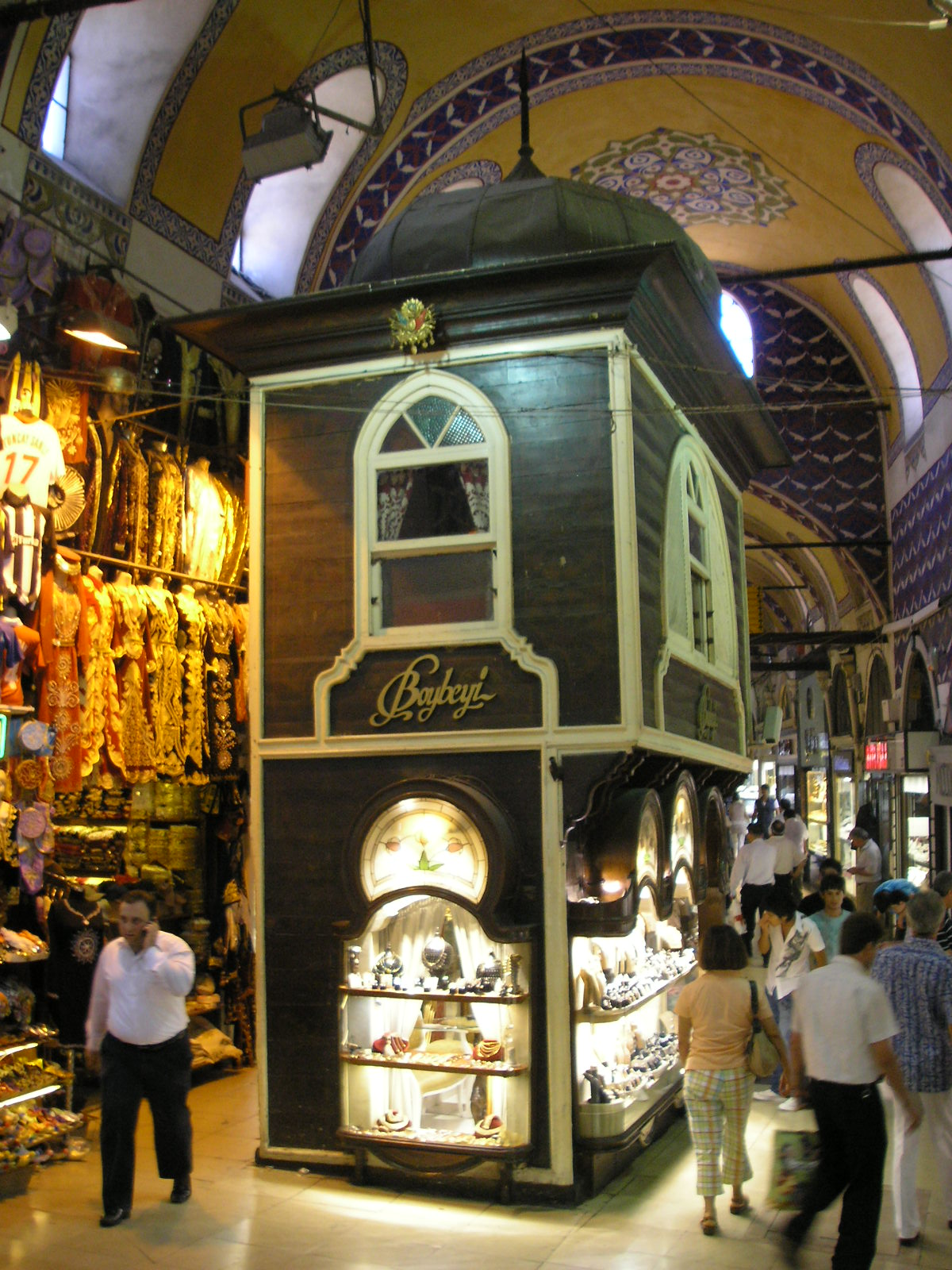
Uno dei chioschi del XVII secolo, originariamente un piccolo caffè

Un'altra particolarità del mercato durante l'era ottomana era la totale mancanza di ristoranti. L'assenza di donne nella vita sociale e le convenzioni nomadi nella società turca hanno resero alieno il concetto di ristorante. I mercanti si portavano il pranzo in una scatola di cibo chiamata sefertas, e l'unico cibo in vendita era costituito da piatti semplici come il döner kebab, il tavuk göğsü (un dolce preparato con petto di pollo, zucchero di latte e acqua di rose cosparsa su di esso) e caffè turco. Questi semplici piatti venivano preparati e serviti in piccoli chioschi a due piani collocati in mezzo a una strada. Il più famoso tra questi chioschi è quello ancora esistente, ma non più funzionante, posto all'incrocio tra Halıcılar Caddesi e Acı Çesme Caddesi. Si dice che il Sultano Mahmud II sia venuto lì spesso sotto mentite spoglie per mangiare il suo budino. Il Bazar era nell'età ottomana il luogo per eccellenza in cui gli Istanbullu (gli abitanti della città) potevano vedersi. Non solo il mercato era l'unico posto in città dove le signore potevano andare relativamente facilmente (e questa circostanza rendeva il posto particolarmente interessante per gli europei che visitavano la città), ma – specialmente dall'era del Tanzimat – era anche l'unico luogo pubblico in cui il cittadino medio aveva la possibilità di incontrare casualmente i membri dell'Harem Imperiale e della Corte.
I mercanti del Bazar erano organizzati in corporazioni. Per stabilirne una nuova, era necessario avere abbastanza commercianti dello stesso bene. In seguito, si formava un monopolio e il numero di commercianti e negozi veniva congelato. Si poteva essere accettati nella corporazione solo tramite cooptazione, sia come figlio di un membro deceduto, sia dopo aver pagato una somma adeguata a un membro che voleva andare in pensione. Il capo della gilda era un funzionario pubblico chiamato Kethüda: esso veniva pagato dalla gilda ma era nominato dal Kadı di Istanbul. La fissazione dei prezzi e delle tasse era responsabilità del Kethüda. Egli era coadiuvato da un rappresentante del membro della gilda, chiamato Yiğitbaşı ("il capo dei giovani coraggiosi"). Questi due ufficiali erano affiancati dall'assemblea degli anziani, non necessariamente di età, ma comprendenti i commercianti più esperti. Parallelamente alle corporazioni, c'erano organizzazioni puramente religiose, chiamate tariks fütüvvet: i loro membri si incontravano nei santuari dei dervisci e svolgevano funzioni religiose. Queste organizzazioni divennero sempre meno importanti col tempo a causa del peso crescente dei mercanti greci, armeni ed ebrei nel commercio del bazar. Ogni gilda aveva un dipartimento finanziario che raccoglieva una moderata quota mensile (alcune monete d'argento, in turco: Kuruş) dai propri membri e la amministrava prendendosi cura dei bisogni di ogni persona associata. Le corporazioni persero sempre più la loro importanza durante il periodo del Tanzimat e furono abolite nel 1913, sostituite da un'associazione di mercanti di Bazar. Al giorno d'oggi, ci sono diverse associazioni mercantili nel Bazar, ma nessuna è rappresentativa dell'intera comunità dei venditori.

## Il Gran Bazar oggi

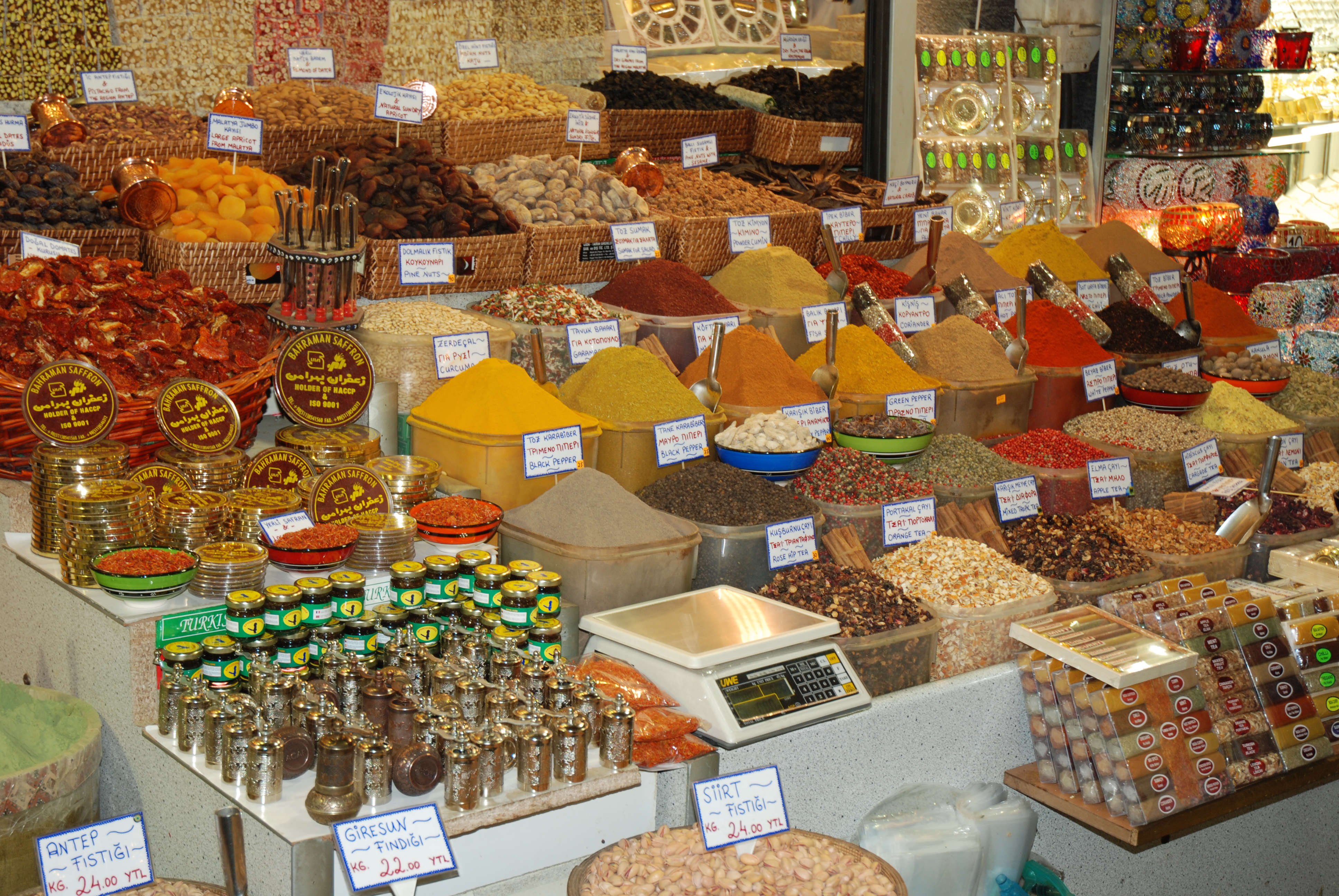
Spezie e dolci di ogni genere in un negozio del Bazar

Oggi il Grande Bazar è un complesso fiorente che impiega 26.000 persone visitate ogni giorno da un numero di visitatori che oscilla fra 250 000 e 400 000, e uno dei principali punti di riferimento di Istanbul. Esso deve competere con i moderni centri commerciali comuni a Istanbul, ma la sua bellezza e il suo fascino rappresentano un vantaggio formidabile. Il capo della Associazione degli artigiani del gran bazar ha affermato che il complesso era nel 2011 - l'anno del suo 550 ° compleanno - il monumento più visitato al mondo. Un progetto di restauro a partire dal 2012 dovrebbe rinnovare i suoi sistemi di infrastruttura, riscaldamento e illuminazione. Inoltre, gli han all'interno del mercato saranno rinnovati e le aggiunte successive saranno demolite. Questo progetto dovrebbe finalmente risolvere i grandi problemi del mercato: ad esempio, in tutto il Bazar non esiste un vero e proprio servizio igienico. Inoltre, la mancanza di controlli negli anni passati ha permesso a molti concessionari di rimuovere colonne e pareti di sfogo nei loro negozi per guadagnare spazio; questo, insieme alla sostituzione del piombo (rubato negli ultimi anni) con il cemento sul tetto del mercato, ha creato un grande rischio quando si verificherà il terremoto previsto a Istanbul nei prossimi anni. Il Grande Bazar è aperto tutti i giorni tranne la domenica e i giorni festivi dalle 9:00 alle 19:00.

## Strade
Acıçeşme, Ağa, Altuncular, Aminçiler, Araracıoğlu, Aynacılar, Basmacılar, Çuhacıhanı, Bitpazarı, Fesçiler, Ganiçelebi, Hacıhasan, Hacıhüsnü, Hacımemiş, Halıcılar, Hazırelbiseciler, İplikçiler, Kahvehane, Kalpakçılar, Karakol, Karamanlıoğlu, Kavaflar, Kazazlar, Keseciler, Kilitçiler, Kolancılar, Koltukçu, Kürkçüler, Lütfullahefendi, Mercançıkmazı, Muhafazacılar, Mühürdaremin, Ortakazazcılar, Örücülerhamamı, Parçacılar, Perdahçılar, Püskülcüler, Reisoğlu, Ressam, Sahaflarbedesteni, Sandal, Sandalbedesteni, Serpuççular, Sıraodalar, Sipahi, Tacirler, Takkeciler, Tavukpazarı, Terlikçiler, Terzibaşı, Terziler, Tuğcular, Varakçıhan, Yağlıkçılar, Yarımtaşhan, Yeşildirek, Yorgancılar, Yüncühasan, Zenneciler.

## Porte
Ağa, Alipaşa, Astarcı, Balyacı, Bodrum, Cebeci, Çukur, Evliya, Hatipemin, İçcebeci, Kapılar, Kaşıkçı, Kebapçı, Kızlarağası, Mercan, Perdahçı, Rabia, Safran, Sarnıçlı, Sarraf, Sepetçi, Yağcı, Yolgeçen, Zincirli.

## Caravanserragli
Beyazıt, Çarşıkapı, Çuhacıhan, Kuyumcular, Mahmutpaşa, Nuruosmaniye, Örücüler, Sepetçihan, Takkeciler, Tavukpazarı, Zenneciler.